# Therese Kilanyi
Therese Kilanyi (* 1830 als Therese Papp in Pest, Königreich Ungarn; † nach 1881) war eine ungarische Balletttänzerin und Ballettmeisterin, die auch Tätigkeiten als Ballettchoreographin ausübte. Ihr Ehemann Ludwig Kilanyi (Lajos Kilànyi; 1819–1861) war ebenfalls als Tänzer, Ballettmeister und Choreograph tätig.

## Leben
Therese Kilanyi wurde im Jahre 1830 als Therese Papp in Pest, dem Ort der administrativen Verwaltung des Königreichs Ungarn, geboren. Als sie 16 Jahre alt war, heiratete sie den bereits als Balletttänzer erfolgreichen Ludwig Kilanyi, der, wie sie, ebenfalls aus Pest stammte. Nach der Ausbildung beim damals hochangesehenen Ballettmeister F. Crombé hatte sie ein Engagement am Deutschen Theater Pest. Mit ihrem Gatten nahm sie an allen Engagements als Solotänzerin teil und tourte mit ihm dabei durch Mitteleuropa. Als Solistenpaar traten die beiden unter anderem in die neugegründete Nationaltänzer-Gruppe von Alexander  Veszter ein und unternahmen mit diverse Gastspielreisen nach Wien, ins benachbarte Deutschland, aber auch nach Paris und London. Nach dem Tod ihres Gatten im Jahre 1861 übernahm sie die von ihm bis zu diesem Zeitpunkt besetzte Stelle als Ballettmeister am k.k. priv. Theater in der Josefstadt in Wien. In dieser Position war sie bis 1863 tätig, ehe sie von 1864 bis 1865 in der gleichen Position am k.k. priv. Theater an der Wien fungierte. Dabei machte sie unter anderem große Ensemble-Einstudierungen für ebenso große Spektakel am Thalia-Theater Wien und besaß parallel dazu auch eine Kunsttanzschule in Gumpendorf. Nachdem sie unter anderem noch in den Jahren 1880 und 1881 als Ballettmeisterin am Victoria-Theater in Berlin aufschien, ist von ihrem weiteren Leben nichts mehr bekannt.